# Coşkun Taş
Coşkun Taş (Aidim, 23 de abril de 1935 – 11 de novembro de 2024), foi um futebolista turco que atuava como atacante.

## Carreira
Rıdvan Bolatlı fez parte do elenco da Seleção Turca de Futebol que disputou a Copa do Mundo de 1954.

## Morte
Tas morreu em Colônia, Alemanha, no dia 11 de novembro de 2024 aos 89 anos.

## Ligações Externas
- Perfil em FIFA.com (em inglês)